# Triple Agent
Pour plus de détails, voir Fiche technique et Distribution.
Triple Agent est un film d'espionnage français d'Éric Rohmer, en coproduction avec l'Italie, l'Espagne, la Grèce et la Russie, sorti en 2004.

## Synopsis
En 1936, le jeune général russe Fiodor vit en exil à Paris. Il travaille avec une association tsariste de militaires russes blancs, mais sympathise avec ses voisins communistes. Son épouse grecque Arsinoé peint et se tient à l'écart de la politique. Mais Fiodor ne saurait se contenter de cette existence paisible : il joue à l'espion. À force de négocier des alliances avec les uns et les autres, sait-il encore lui-même s'il sert les intérêts des Blancs, de Staline, d'Hitler ou de l'organisation politique et militaire clandestine de nature terroriste la Cagoule ? Même Arsinoé, qui l'aime tendrement, commence à avoir des doutes. Et lorsque le supérieur de Fiodor est enlevé par des inconnus, il est déjà trop tard...
L'homme qui pensait pouvoir déjouer tous les pièges finira victime de son illusion de maîtrise. Quant à la femme qui pensait pouvoir rester à l'écart de l'histoire, elle sera rattrapée de la plus terrifiante manière.

## Fiche technique
- Titre original : Triple Agent
- Réalisation et scénario : Éric Rohmer
- Photographie : Diane Baratier
- Décors : Antoine Fontaine
- Costumes : Pierre-Jean Larroque
- Son : Pascal Ribier
- Montage : Mary Stephen
- Production : Françoise Etchegaray, Jean-Michel Rey, Philippe Liégeois
- Production exécutive : Laurent Daniélou
- Coproduction : Valerio De Paolis, Enrique Gonzáles Macho, Gerardo Herrero, Mariela Besuievsky, Panayotis Veremis, Yvan Solovov
- Sociétés de production : 
  - France : Rezo Productions, La Compagnie Éric Rohmer, France 2 Cinéma
  - Italie : Bim Distribuzione
  - Espagne : Alta Production, Tornasol Films
  - Grèce : Strada Productions
  - Russie : Mentor Cinema
- Société de distribution : Rezo Films
- Pays de production :  France,  Italie,  Espagne,  Grèce,  Russie
- Langue originale : français, russe, allemand
- Format : couleur - 35 mm  — 1,33:1 - Dolby Digital stéréo
- Genre : espionnage
- Durée : 115 minutes
- Dates de sortie : 
  - Allemagne : 13 février 2004 (Berlinale 2004)
  - France : 17 mars 2004

## Distribution
- Katerína Didaskálou (el) : Arsinoé
- Serge Renko : Fiodor
- Cyrielle Clair : Maguy
- Grigori Manoukov : Boris
- Dimitri Rafalsky : Général Dobrinsky
- Nathalia Krougly : la Générale
- Amanda Langlet : Janine
- Emmanuel Salinger : André
- Vitaliy Cheremet : Alexis Tcherepnine
- Jeanne Rambur : Dany
- Bernard Peysson : le médecin
- Laurent Le Doyen : le journaliste
- Émilie Fourrier : l'aide-couturière
- Alexandre Koltchak : Planton
- Vladimir Léon : Chernov
- Alexandre Tcherkassoff : l'amiral Galinine
- Alexandre Koumpan : le général Melinski
- Jorg Schnass : le policier allemand
- Georges Benoît : le commissaire français

## Bande son
Dimitri Chostakovitch
- Chanson des jeunes travailleurs, paroles françaises de Jeanne Perret, interprétée par la Chorale populaire de Paris
- Quatuor n° 8, interprété par le Rubio String Quartet
- La Rencontre, paroles russes de Boris Kornilov (en légendes — Vladimir Korninov)

## Distinctions
- Sélection officielle au Festival de Berlin 2004

## Production
Selon le dossier de presse, le film est inspiré de l'affaire Miller-Skobline : l'enlèvement à Paris le 22 septembre 1937 du général Evguéniï Miller, président de l'Union des anciens combattants russes à l'étranger, organisé peut-être par le général Nikolaï Skobline (un exilé russe), dont la culpabilité n'a jamais été totalement prouvée. La femme de Skobline, la célèbre chanteuse russe Nadejda Vinikova (dite « la Plevitskaïa »), a été condamnée à 20 ans de travaux forcés, et mourut en prison en 1940.
Le tournage a eu lieu notamment aux studios SETS de Stains.

## Accueil critique
« La vraie vie est dans les plis, et la tragédie aussi. Celle d'un homme ridicule, peut-être, ou héroïque en vain. D'un type déclassé qui, sans cesse oscillant d'une vision mégalomane de son « métier » à sa conception la plus humble, s'est voulu non plus seulement acteur mais metteur en scène. D'un mari qui jamais ne parut plus sincère qu'au moment de nier devant sa femme ce qu'il avait sans doute fait de plus grave. Et tragédie de celle-ci, reine subitement déchue d'un jeu d'échecs où ni la vertu ni l'intelligence n'avaient plus leur mot à dire. Sur ce fond de parlotte ininterrompue se détache une moralité cruelle. Seuls s'en étonneront ceux qui prenaient l'art de Rohmer à la légère. »

— Télérama, François Gorin, 17 mars 2004

« Tout pourrait être superbe. Tout devrait l'être, tant sont réunies les qualités que l'on aime chez Éric Rohmer. Une histoire simple aux arcanes secrets. Une mise en scène frontale qui permet au spectateur de ne pas rester inactif, d'agir en même temps que les personnages. Rare est celui qui invite à entrer dans une œuvre en train de se faire, alors qu'elle est déjà faite. C'est ce qu'avait réussi Rohmer dans L'Anglaise et le Duc. Les gravures du XVIIIe siècle tenaient lieu de décors, et l'on se projetait soi-même avec passion dans ce réalisme totalement irréel. Ici, on reste au seuil de tout. De l'histoire, des personnages, des sentiments. »

— Télérama, Pierre Murat, 17 mars 2004

« Fiodor est-il un crétin prétentieux, infatué de son propre discours, un type manipulé ? Ou, au contraire, un type manipulateur supérieurement intelligent, qui finit par se perdre dans le labyrinthe de ses ratiocinations et de ses triples jeux ? Le film se garde bien de répondre : la parole est une chose étrange, une puissance de séduction quasi hypnotique quand elle est maniée par un maître de la rhétorique tel que Fiodor, mais une puissance dangereuse, qui révèle autant qu'elle dissimule, qui ment autant par ce qu’elle dit que par ce qu’elle tait. Bref sous l’apparence de la clarté, un brouillard total. Et un renvoi aux dialogues rohmériens, aux représentations antérieures des discours amoureux et autres stratégies de séduction. »

— Les Inrocks, Serge Kaganski